# Incident de l'U-2

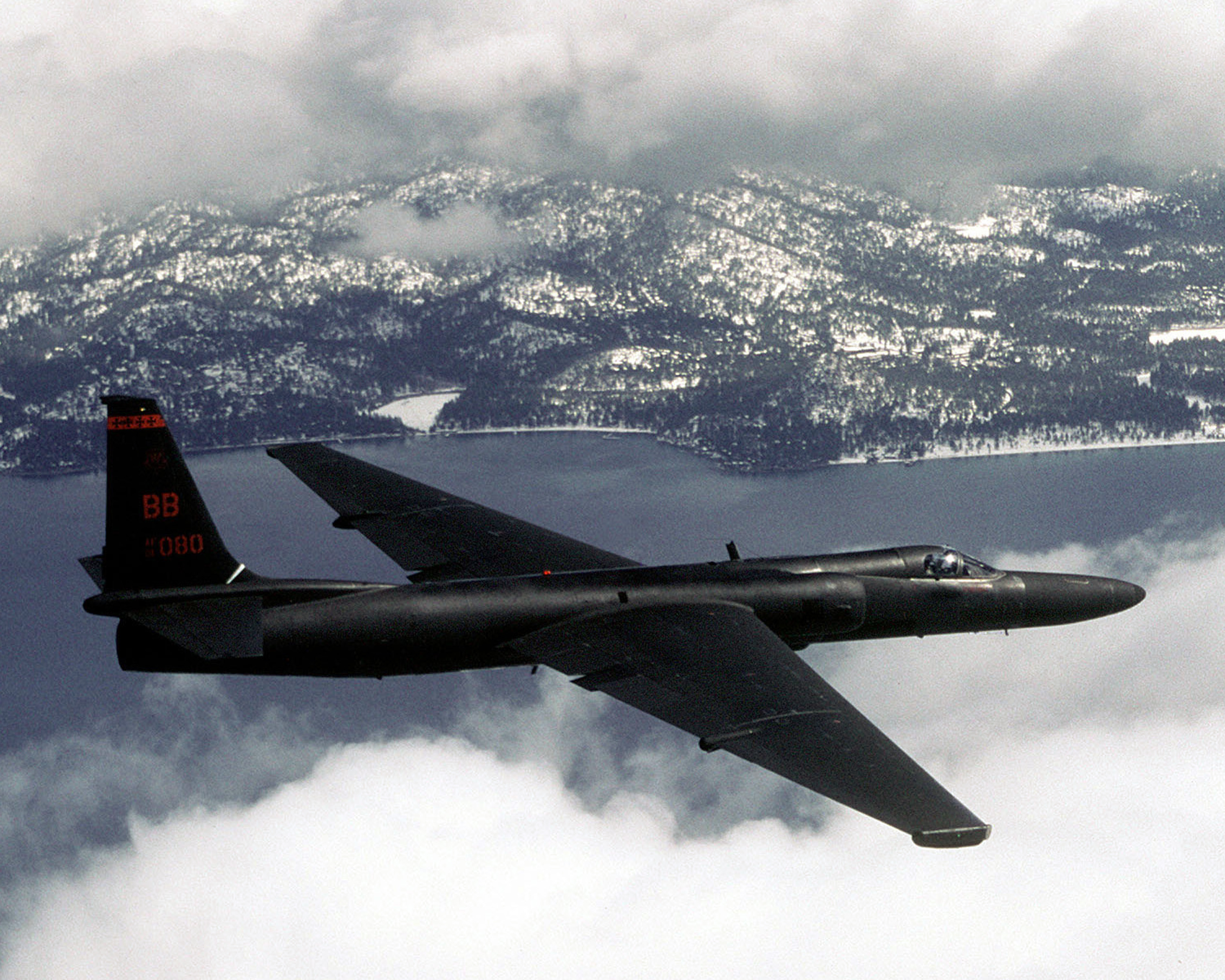
Un U-2 semblable à celui abattu.

L'incident de l'U-2 se produisit au cours de la guerre froide, le 1er mai 1960, lorsqu'un avion espion américain Lockheed U-2 fut abattu au-dessus de l'Union soviétique. Au début, le Gouvernement des États-Unis nia la finalité de la mission. Il dut la reconnaître lorsque le gouvernement soviétique récupéra l'épave de l'avion (en bon état) et le pilote survivant, Francis Gary Powers. Se produisant à peine deux semaines avant l'ouverture d'un sommet Est-Ouest à Paris, l'incident, embarrassant pour les États-Unis, a détérioré les relations entre les deux pays, mettant fin à la « première détente » (1956-1960).

## Historique
Depuis les années 1950, des missions de reconnaissance aérienne, souvent appelées « Operation Overflight », sont menées par des pilotes américains au-dessus du territoire soviétique, près de ses frontières. Les premières tentatives de photographier l'URSS des airs se concrétisent peu après la fin de la Seconde Guerre mondiale.
En juillet 1957, le président des États-Unis, Dwight D. Eisenhower, demanda au Premier ministre du Pakistan, Huseyn Shaheed Suhrawardy, l'autorisation d'établir une installation secrète de renseignements américaine au Pakistan, permettant des vols de l'avion espion U-2 à partir de ce pays.
Une base établie à Badaber (en), à 18 km de Peshawar, fut la couverture pour une installation d'interception des communications gérée par la National Security Agency (NSA) américaine. Badaber était un excellent choix en raison de sa proximité avec l'Asie centrale soviétique. L'U-2 fut autorisé à utiliser la partie de l'aéroport de Peshawar réservée à l'armée de l'air pakistanaise. L'U-2 procurait des prises de vue à une époque où il n'y avait pas encore de satellites d'observation.
Le 9 avril 1960, un U-2 de la Central Intelligence Agency (CIA) franchit la frontière sud de l'Union soviétique dans la région du Pamir. Il survole quatre sites soviétiques ultra secrets, en République socialiste soviétique kazakhe :
- le site d’essais de missiles de Semeï, alors Semipalatinsk ;
- l'aérodrome de Tchagan, à Semipalatinsk, où étaient stationnés les Tu-95 ;
- le site d'essais de missiles SAM près de Sarychagan (en russe : Сарышаган) ;
- la base spatiale de Tiouratam, devenue le cosmodrome de Baïkonour.

L'appareil est détecté par les Forces de défense aérienne à 4 h 47 à plus de 250 km à l'intérieur de la frontière soviétique. L'U-2 évite plusieurs tentatives d'interception par des MiG-19 et Soukhoï Su-9. Il quitte l'espace aérien soviétique à 11 h 32, après avoir récolté une quantité importante de renseignements.
En dépit de la réaction négative de la diplomatie soviétique, le vol suivant de l'U-2 à partir de Badaber est planifié le 1er mai 1960,.

## L'événement

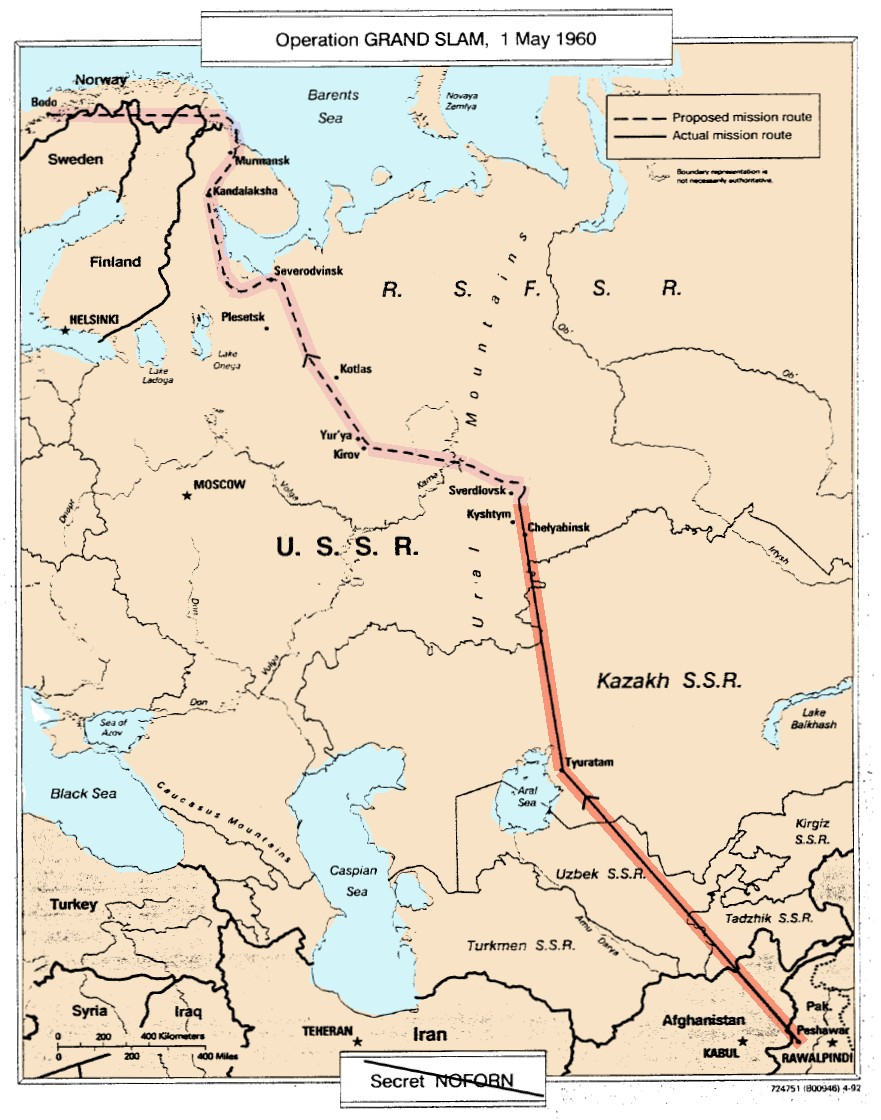
Plan de vol prévu pour l'U-2 tiré de la publication The Central Intelligence Agency and Overhead Reconnaissance; The U-2 And Oxcart Programs, 1954–1974, déclassifié le 25 juin 2013.

Le 1er mai 1960, treize jours avant la conférence au sommet de Paris, un U-2 décolle de Badaber pour une nouvelle mission de survol de l'Union soviétique. Il s'agit alors de photographier les sites de missiles balistiques intercontinentaux près de Sverdlovsk et Plesetsk, puis d'atterrir à Bodø, en Norvège.
Toutes les unités des Forces de défense aérienne soviétiques sont mises en alerte. Peu de temps après la détection de l'avion, le lieutenant général de l'armée de l'air Ievgueni Savitski ordonne aux commandants d'unité « d'attaquer l'auteur de la violation de l'espace aérien à partir de toutes les bases sur le trajet de l'avion et de l'abattre ou de l'éperonner si nécessaire ».
La haute altitude de l'U-2 fait échec aux tentatives soviétiques d'interception par des chasseurs. En outre, l'U-2 se trouve hors de portée de la plupart des sites SAM. Le seul site du trajet n'était pas en service ce jour-là. Selon la version officielle de l'événement (voir ci-dessous pour d'autres versions plausibles), l'U-2 est frappé et abattu près de Degtiarsk, dans l'Oural, par une salve de quatorze missiles SA-2 Guideline (S-75 Dvina). Le pilote, Francis Gary Powers, saute en parachute, enfreignant ses ordres de détruire l'avion à tout prix.
Powers disposait d'un dollar en argent modifié contenant un poison dérivé de la saxitoxine. Il ne l'utilise pas. En s'éjectant, il oublie de débrancher son tuyau d'oxygène et lutte jusqu'à ce que celui-ci s'arrache, le détachant de l'appareil. Une nouvelle salve de missiles frappe l'avion et aurait probablement tué le pilote s'il était resté dans l'appareil. Une fois au sol, il est d'abord pris pour un pilote soviétique. Quand il s'avère qu'il est américain, il est arrêté.
Trente minutes plus tard, le centre de commandement des SAM ne sait toujours pas que l'avion a été détruit. L'un des pilotes soviétiques est abattu par une nouvelle salve de missiles.
Une étude du vol montre qu'un des derniers sites survolés est le complexe nucléaire Maïak. En photographiant l'installation, le rejet de chaleur des systèmes de refroidissement des réacteurs aurait pu être estimé et permettre le calcul de la puissance des réacteurs, et par conséquent la quantité de plutonium produite ainsi que le nombre d'armes nucléaires correspondant. Vu la grande sensibilité du site, il était défendu par un grand nombre de missiles antiaériens.

## Réactions américaines

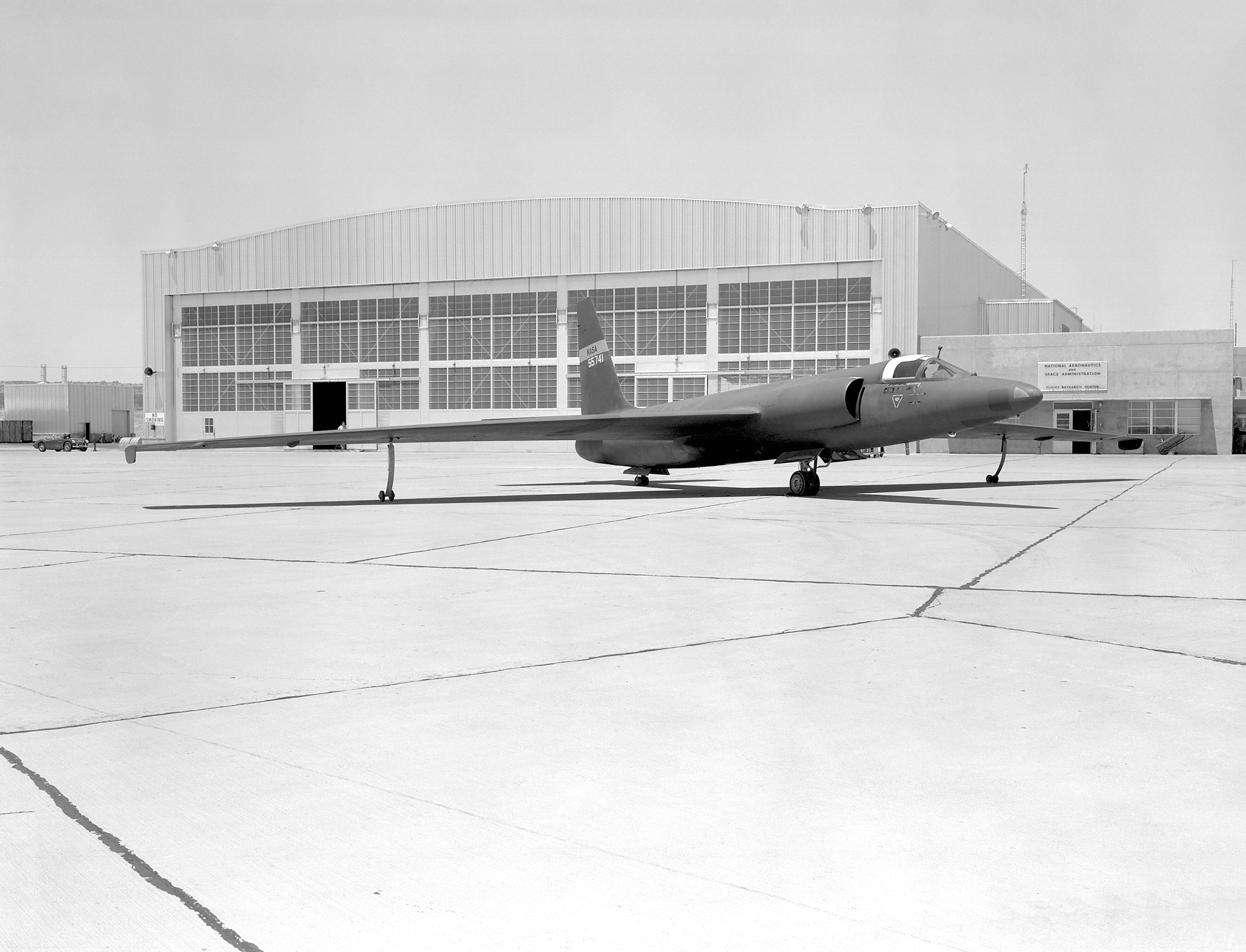
U-2 avec des marques et numéros de série fictifs de la NASA sur Edwards Air Force Base le 6 mai 1960 (photo NASA).

Quatre jours après la disparition de Powers, la NASA publie un communiqué de presse détaillé annonçant la disparition d'un avion au nord de la Turquie. Un communiqué de presse émet l'hypothèse que le pilote est tombé inconscient alors que le pilote automatique était engagé. Ce communiqué rapportait même faussement que le pilote avait signalé par la fréquence d'urgence, des difficultés d'oxygène. Pour renforcer cet effet, un avion U-2 est peint rapidement aux couleurs de la NASA et présenté à la presse.
À cette nouvelle, le premier secrétaire soviétique Nikita Khrouchtchev annonce au Soviet suprême et au monde qu'un avion espion américain a été abattu. Il ne fait aucunement mention du pilote. En conséquence, l'administration américaine pense que le pilote a péri dans l'accident. Elle autorise, avec l'approbation personnelle d'Eisenhower, la publication d'un article affirmant que l'avion était un « avion de recherche météorologique », égaré dans l'espace aérien soviétique après que le pilote a indiqué « des problèmes d'alimentation en oxygène » alors qu'il survolait la Turquie. La Maison-Blanche proclame qu'« il n'y avait eu absolument aucune tentative délibérée de violer l'espace aérien soviétique ». Elle essaye de conforter son affirmation en rappelant tous les avions U-2 pour vérification du système d'oxygène.

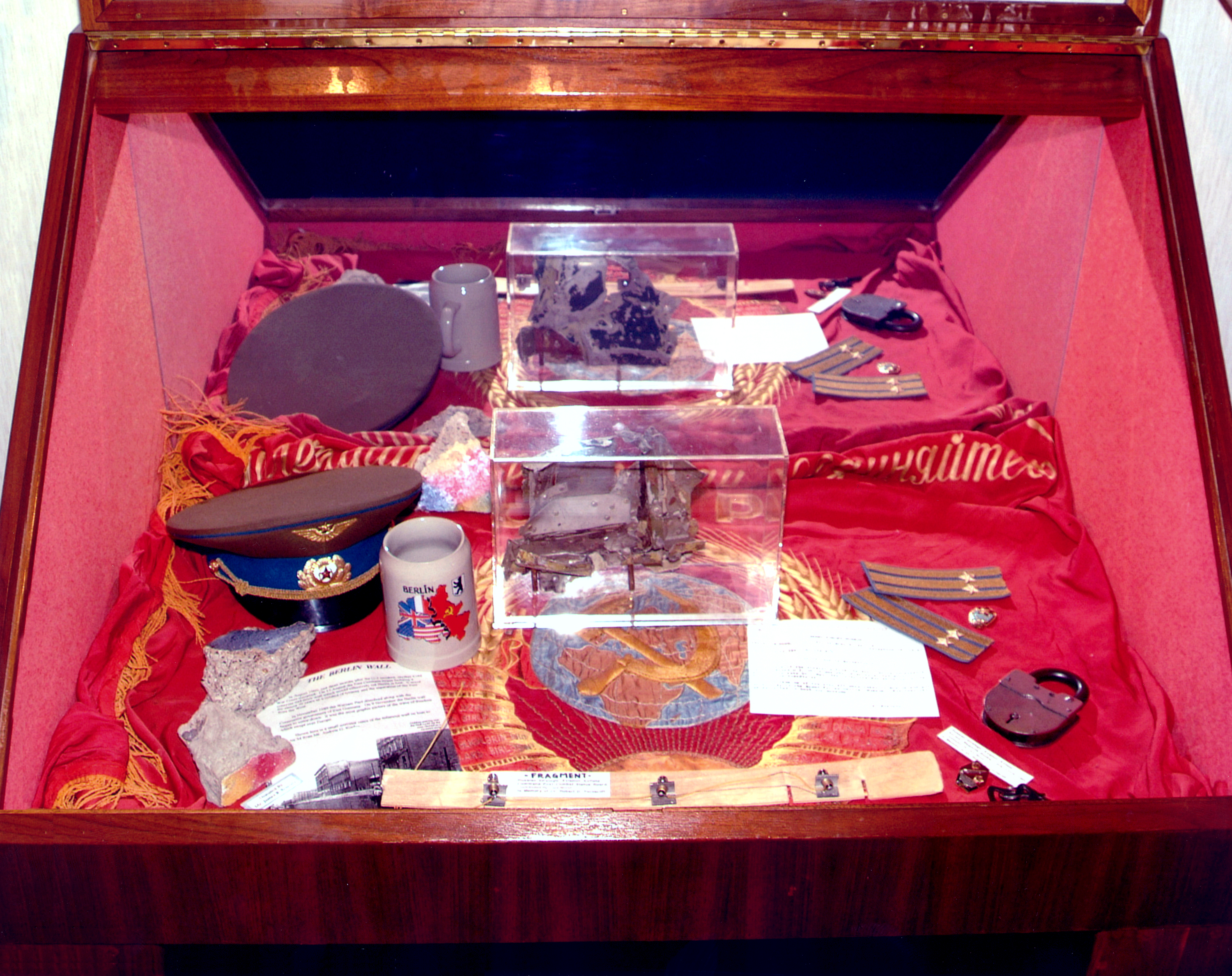
Restes des matériels de l'U-2 exposés au National Cryptologic Museum.

Le 7 mai, Khrouchtchev déclare : « Je dois vous dire un secret. Quand j'ai fait mon premier rapport, j'ai délibérément choisi de ne pas dire que le pilote était en vie et bien portant… Maintenant regardez le nombre de choses idiotes que les Américains ont dites. »
Non seulement Powers est en vie, mais son avion est presque intact. Les Soviétiques récupérent la caméra de surveillance et développent quelques-unes des photos. L'incident est une grande humiliation pour l'administration Eisenhower, prise en flagrant délit d'espionnage et de mensonge.
Le pack de survie de Powers, comprenant 7 500 roubles soviétiques et des bijoux féminins, est également récupéré. Au début du XXIe siècle, une grande partie de l'épave, ainsi que de nombreux objets de ce pack de survie sont exposés au musée central des forces armées de Moscou. Un petit morceau de l'avion a été renvoyé aux États-Unis et est exposé au National Cryptologic Museum.

## Conséquences
Le sommet de Paris entre le président Dwight David Eisenhower et Nikita Khrouchtchev fut annulé, car Eisenhower refusa de présenter des excuses. Khrouchtchev quitta les pourparlers le 16 mai.
L'Union soviétique organisa une réunion du Conseil de sécurité des Nations unies le 23 mai pour présenter sa version de l'incident. Les réunions continuèrent quatre jours, avec d'autres allégations d'espionnage, des récriminations sur le sommet de Paris et une offre américaine de « ciel ouvert » pour autoriser des vols réciproques.
Powers plaide coupable, est reconnu coupable d'espionnage le 19 août 1960 et est condamné à trois ans de prison et sept ans de travaux forcés. Il a purgé vingt et un mois de sa peine avant d'être échangé contre l'espion soviétique William Fischer (alias Rudolph Abel) le 10 février 1962. L'échange a lieu sur le pont de Glienicke reliant Potsdam en Allemagne de l'Est à Berlin-Ouest.
Une autre conséquence de la crise est que les États-Unis accélérent leur projet de satellite espion Corona, tandis que la CIA pousse le développement de l'avion espion supersonique A-12 Oxcart. Il fait son premier vol en 1962, suivi du développement du drone Lockheed D-21.
L'incident détériore également les relations entre l'Union soviétique et le Pakistan. Pour sa défense, le général pakistanais Khalid Mahmud Arif (en) commente l'incident ainsi : « Le Pakistan s'estime trompé, car les États-Unis lui ont caché les opérations clandestines d'espionnage lancées à partir de son territoire ». Les installations américaines de communications de Badaber furent officiellement fermées le 7 janvier 1970.

## Les versions ultérieures de l'incident
Selon l'histoire officielle, l'U-2 est abattu par une salve de quatorze missiles soviétiques SA-2. C'est notamment ce que rapporte Oleg Penkovsky, un ancien espion du GRU, qui travaille ensuite pour le MI6 britannique. D'autres versions sont apparues par la suite.

### Igor Mentioukov
En 1996, un pilote soviétique, le capitaine Igor Mentioukov, révèle qu'il avait reçu l'ordre d'éperonner l'avion espion à tout prix, car l'efficacité des missiles à altitude de 65 000 pieds (19 812 m) était incertaine. Il réussit à faire passer l'U-2 dans les turbulences de sillage de son Soukhoï Su-9, ce qui eut pour effet de casser les longues ailes fines de l'U-2. Une salve de missiles est tirée, abattant un MiG-19, et non pas l'U-2. Mentioukov précise que si un missile avait atteint l'U-2, le pilote n'aurait pas survécu,. Le plafond opérationnel du Su-9 était de 55 000 pieds (16 764 m). Pour atteindre une altitude plus élevée, l'avion avait été modifié et notamment désarmé. La seule option d'attaque était l'abordage volontaire selon la technique Taran.

### Sergueï Khrouchtchev
En 2000, Sergueï Khrouchtchev décrit ce que lui avait raconté son père, Nikita Khrouchtchev. Il indique que la tentative de Mentioukov échoue, car il ne réussit même pas à avoir un contact visuel. Le major Mikhaïl Voronov (en), aux commandes d'une batterie de missiles anti-aériens, tira trois SA-2 sur le contact radar, un seul décolla. Il explosa à l'arrière de l'U-2, assez près pour endommager les longues ailes. À une plus basse altitude, Powers saute en parachute. Les Soviétiques ignorant encore le succès de l'interception, tirent une nouvelle salve de treize missiles depuis des batteries voisines, elle ne fait que détruire le MiG-19 du lieutenant Sergueï Safronov. Sergueï Safronov est décoré à titre posthume de l'ordre du Drapeau rouge.

## Dans la culture
- L'épisode de l'incident de l'U-2 est le thème principal de la seconde trilogie des aventures de la série Pin-Up par Berthet et Yann.
- Le nom du groupe de rock irlandais U2 viendrait de l'incident de l'U-2, survenu neuf jours avant la naissance du chanteur Bono[19].
- Dans la série télévisée Code Quantum, l'épisode « Honeymoon Express » se situe lors de l'incident de l'U-2. Le gouvernement ne croit pas à la réalité du voyage dans le temps et veut arrêter le programme. Le héros retourne dans le passé pour essayer d'empêcher le vol en annonçant que l'avion va être abattu. Il échoue. Mais il sauve la vie d'une jeune femme et lui permet de passer ses examens. Et c'est elle qui dans le futur autorisera la continuation du programme.
- En 2015, un film de Steven Spielberg, Le Pont des espions, sort sur les écrans. Tom Hanks y incarne James B. Donovan, l'avocat américain chargé de défendre un espion soviétique arrêté aux États-Unis, puis de négocier son échange avec Powers[20].
- Dans l'album de bandes dessinées Les oiseaux noirs, Buck Danny vole en U2 et une référence explicite est faite à Powers et à l'incident de l'U2 abattu[21].

### Autres références
- Nic Young, Matthew Wortman, Angus Cameron, Dan Clifton, David Bartlett, DVD L'avion espion U2, Le Monde / Lion télévision pour BBC, coll. « Ces jours qui ont changé le monde », 2004.
- Le musée de la guerre froide, fondé par Francis Gary Powers, Jr. en 1996.